# Shah-i-Zinda
Shah-i-Zinda (tiếng Uzbek: Shohizinda; tiếng Ba Tư: شاه زنده, có nghĩa là "Vị vua sống") là một necropolis được tạm dịch là "thành phố người chết", tọa lạc ở phía đông bắc thành phố Samarkand, Uzbekistan. Nơi đây chủ yếu chôn cất những người thân tín, họ hàng của hoàng đế Timur.

## Lịch sử

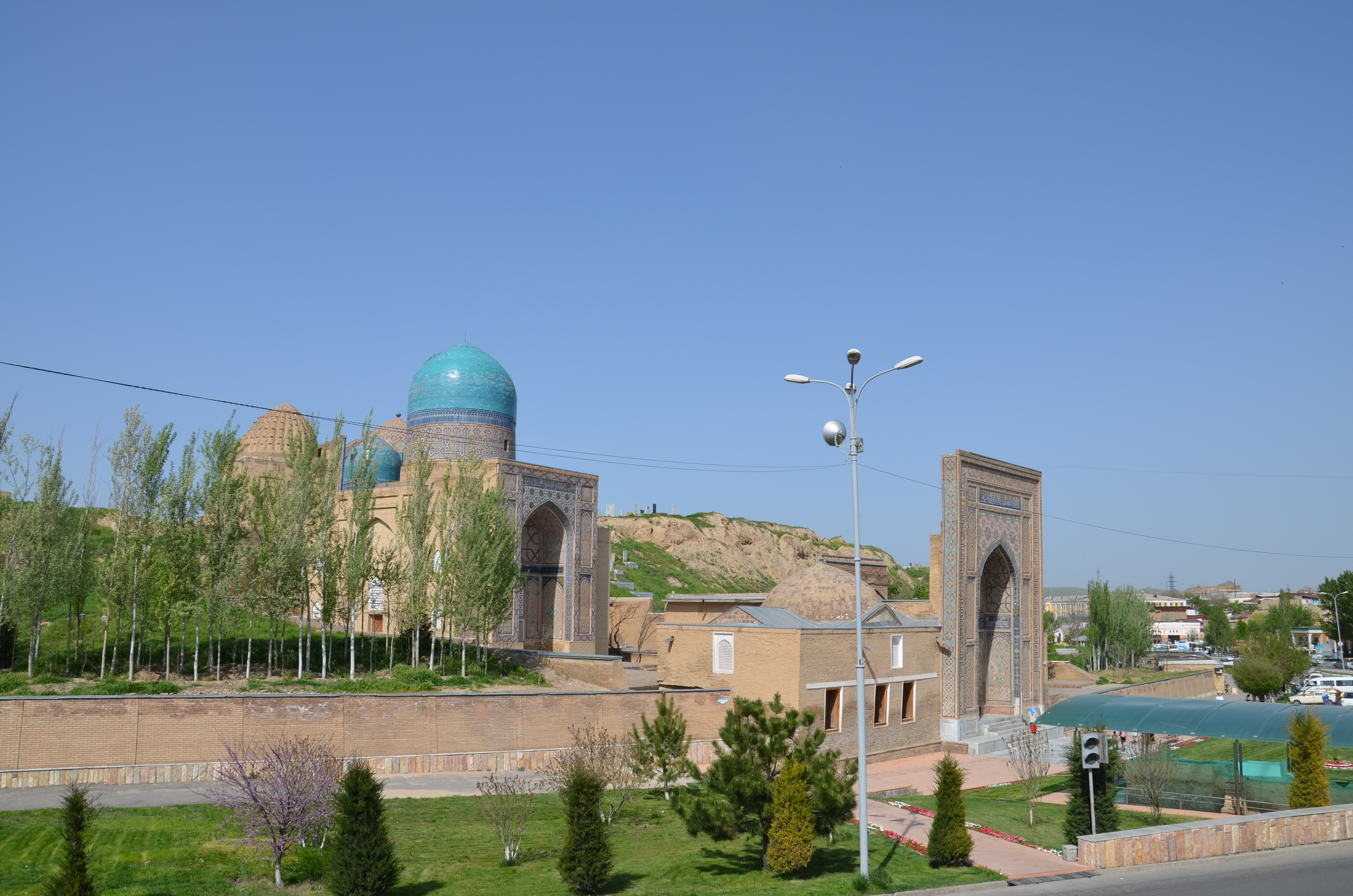
Shah-i-Zinda thời hiện đại.

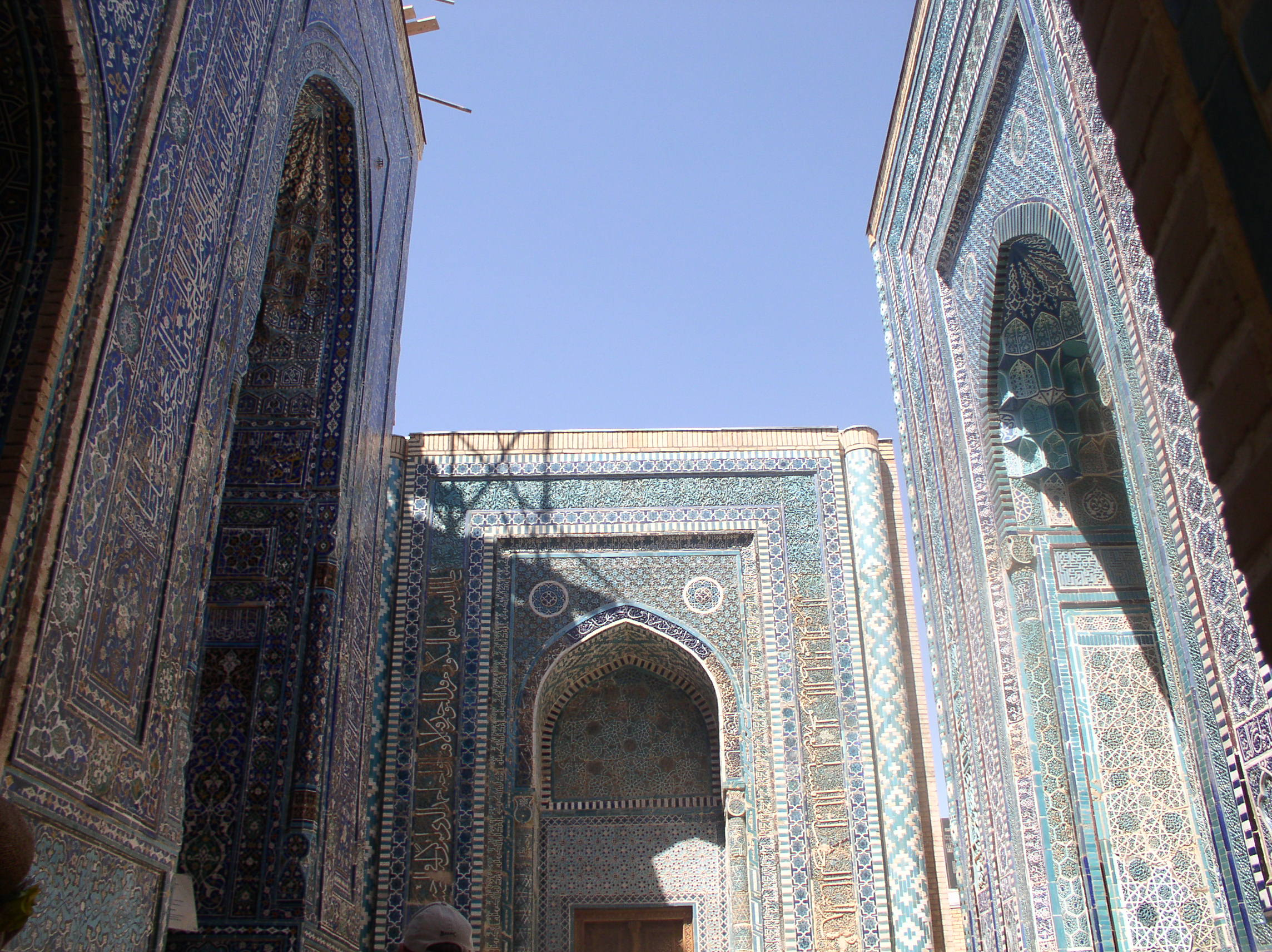
Nhóm trên của lăng.

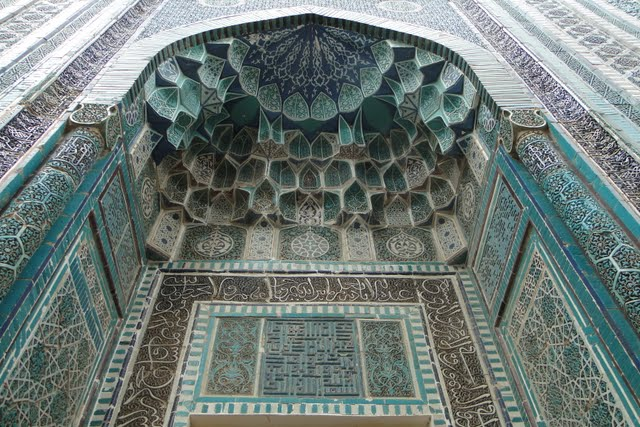
Lăng

Quần thể Shah-i-Zinda bao gồm các lăng mộ và các tòa nhà nghi lễ khác trong thế kỷ 9-14 và 19. Cái tên Shah-i-Zinda (có nghĩa là "Vị vua sống") được kết nối với truyền thuyết rằng Kusam ibn Abbas, anh em họ của nhà tiên tri Muhammad, được chôn cất tại đây. Ông đến Samarkand trong cuộc xâm lược của Ả Rập vào thế kỷ thứ 7 để rao giảng về Hồi giáo. Truyền thuyết nổi tiếng nói rằng ông ta bị chặt đầu vì đức tin, nhưng ông đã không chết, lấy đầu và đi xuống giếng sâu (Vườn thiên đường), nơi ông ta được tin là vẫn đang còn sống.
Khu phức hợp Shah-i-Zinda được hình thành từ hơn tám thế kỷ (từ 11 đến 19) và hiện có hơn hai mươi tòa nhà.
Quần thể bao gồm ba nhóm cấu trúc: thấp hơn, giữa và trên được kết nối bởi các đoạn vòm hình vòm có tên địa phương gọi là chartak. Những tòa nhà đầu tiên có từ thế kỷ 11-12. Chủ yếu là căn cứ và bia mộ của họ vẫn còn cho đến bây giờ. Phần lớn có từ thế kỷ 14-15. Những đợt tái thiết vào thế kỷ 16-19 không có ý nghĩa và không thay đổi thành phần và diện mạo chung.
Trung tâm chính ban đầu - khu phức hợp Kusam-ibn-Abbas - nằm ở phía đông bắc của khu lăng mộ. Nó bao gồm một số tòa nhà. Cổ xưa nhất trong số chúng, lăng Kusam-ibn-Abbas và thánh đường Hồi giáo (thế kỷ 16), nằm trong số đó.
Nhóm các tòa nhà phía trên bao gồm ba lăng mộ đối diện nhau. Xuất hiện sớm nhất là lăng Khodja-Akhmad (1340s), trong đó hoàn thành một con đường dẫn vào từ phía bắc. Lăng bên phải, được xây năm 1361, hạn chế những đường nhỏ tương tự từ phía đông
Nhóm giữa bao gồm các lăng mộ của quý cuối cùng của thế kỷ 14 - nửa đầu thế kỷ 15 và liên quan đến tên của các thân nhân, quý tộc quân sự và giáo sĩ của Timur. Ở phía tây là Lăng của Shadi Mulk Aga, cháu gái của Timur, khá nổi bật - được xây dựng vào năm 1372. Đối diện là Lăng của Shirin Bika Aga, em gái của Timur.
Bên cạnh Lăng Shirin-Bika-Aga là một hiện vật được gọi là Octahedron, một hầm mộ bất thường được xây vào nửa đầu thế kỷ 15.
Gần cầu thang nhiều bước, các tòa nhà cân đối nhất của nhóm thấp hơn nằm. Đây là một lăng mộ cupola đôi của đầu thế kỷ 15. Lăng này được dành cho Kazi Zade Rumi, nhà khoa học và nhà thiên văn học. Do đó, lăng mộ cupola đôi được xây dựng bởi Ulugbek phía trên lăng mộ của ông vào năm 1434 - 1435 có chiều cao tương đương với lăng mộ của lăng mộ của hoàng gia. 

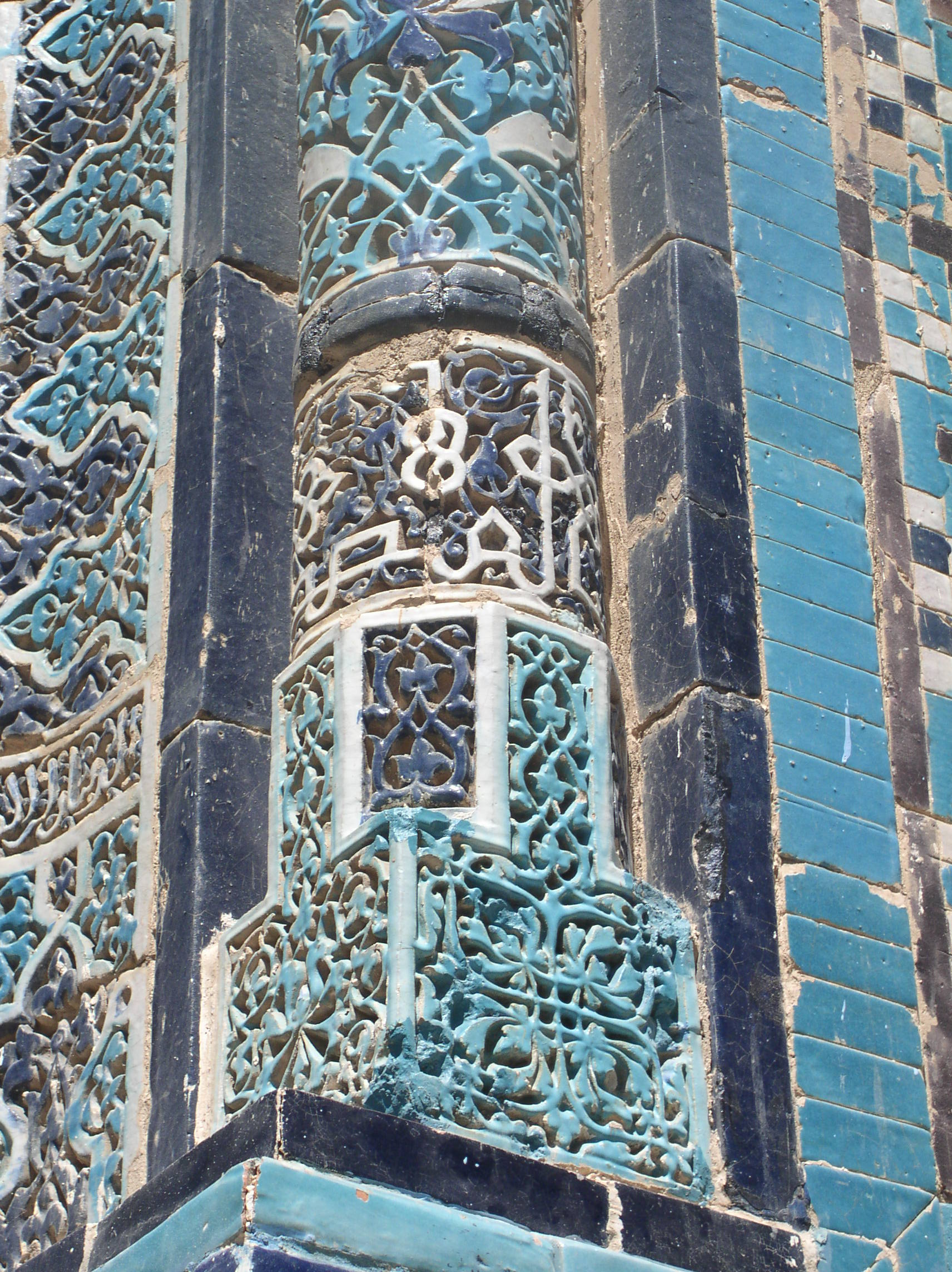
Chi tiết hoa văn của một cột đá trong lăng mộ.

Cổng vào chính của khu lăng mộ (Darvazakhana hoặc chartak đầu tiên) quay về hướng nam được xây dựng vào năm 1434-1435 dưới thời Ulugbek.